# Musonycteris harrisoni
Musonycteris harrisoni је врста сисара из реда слепих мишева и породице Phyllostomidae. 

## Распрострањење
Мексико је једино познато природно станиште врсте.

## Станиште
Врста Musonycteris harrisoni има станиште на копну.

## Угроженост
Ова врста се сматра рањивом у погледу угрожености врсте од изумирања.

### Популациони тренд
Популација ове врсте се смањује, судећи по расположивим подацима.